# Akkeshi
Akkeshi (厚岸町, Akkeshi-chō) est un bourg du district d'Akkeshi, dans la sous-préfecture de Kushiro, sur l'île de Hokkaidō, au Japon.

## Géographie

### Démographie
Au 31 mars 2015, la population d'Akkeshi s'élevait à 10 100 habitants répartis sur une superficie de 739,26 km2.